# Kisielice
Kisielice (niem. Freystadt in Westpreußen) – miasto w woj. warmińsko-mazurskim, w powiecie iławskim, położone nad Gardęgą, na Pojezierzu Iławskim, siedziba gminy miejsko-wiejskiej Kisielice. Przez miasto przechodzi droga krajowa nr 16.
Według danych GUS z 1 stycznia 2024 r. miasto miało 2005 mieszkańców.

## Położenie
Pod względem historycznym miasto leży w Prusach Górnych, na obszarze dawnej Pomezanii, a także na Powiślu.

## Toponimia
Polskie nazwy miasta (Kisielice, Kisielic) wywodzą się zapewne z nazwy staropruskiej. Na mapie rękopiśmiennej z XV wieku Sędziwoja z Czechła widnieje nazwa Kysselecz alias Dreystath civitas. Niemiecka nazwa Kisielic brzmi Freystadt, często pisana jako Vrienstadt.

## Historia
- XIII w. – Dokumenty zakonne odnotowują pruskie siedliska: Kiszelycz (Kisielice), Lynse (Limża), Gohryn (Goryń), bona Scharnot (Łodygowo), Plautes (Pławty Wielkie).
- 1255 – Osada targowa Kiszelycz (Vrienstad) staje się własnością biskupią.
- 1293 – Dytryk Stańko (von Stangen) otrzymuje pozwolenie na założenie miasta przy osadzie Vrienstadt.
- ok. 1315 – Rodzina Stańków (von Stangen) wystawia dokument lokacyjny dla gminy miejskiej we Vrienstadt.
- 1331 – Ludwik i Jan Stańkowie, synowie Dytryka, budują nowe miasto, w tym kościół[6]. Potwierdzono dokument lokacyjny dla Vrienstadt, jednakże w powszechnym użyciu jest polska nazwa miasta – Polacy stanowią znaczącą część mieszkańców Kisielic i okolic.
- ok. 1350 – istnieje trójkątny rynek z murowanym ratuszem, miasto otoczone jest murami i posiada trzy bramy.
- 1397 – Katarzyna, wdowa po Dytryku, m.in. przy pomocy Jana i Mikołaja Szczuplińskich, sprzedaje miasto biskupowi pomezańskiemu.
- 1466 – Po pokoju toruńskim ziemia kisielicka zostaje częścią Korony Polskiej jako lenno pod władzą zakonu krzyżackiego.
- 1525 – Po hołdzie pruskim Kisielice w granicach Prus Książęcych, pozostających lennem Korony Polskiej.
- 1527 – Utworzone zostaje dominium biskupie w granicach Prus Książęcych, które objęło ziemię kisielicką.
- 1532 – Georg von Polentz przekształca dominium w prywatną własność ziemską.
- 1576 – Gmina protestancka przejmuje kościół.
- W XVII wieku w mieście wciąż dominuje ludność polska, Polacy pełnią w Kisielicach m.in. posługę pastorów (np. Paweł Suchodolski i Jan Malina – wydawca polskich śpiewników w Królewcu)[6] czy funkcje burmistrzów (np. Balcer Kamieński) i sędziów miejskich (np. Jan Rypiński).
- 1653 – Pożar dzwonnicy kościoła po uderzeniu pioruna[6].
- 1659–1660 – Odbudowa kościoła[6].
- 1775 – Wielki pożar niszczy miasto.
- 1802 – Na mapie Prus wydanej w Królewcu miasto oznaczono jako Freystadt.
- 1860 – Zburzenie ratusza[6].
- 1871 – Miasto w granicach Niemiec.
- 1899 – Budowa linii kolejowej z Prabut do Jabłonowa przez Kisielice.
- 1900 – Połączenie kolejowe z Kwidzynem.
- 1912 – Zbudowana zostaje nowoczesna szkoła powszechna.
- W czasie I wojny światowej istniała Powiatowa Rada Ludowa, której członkiem był ksiądz Jan Mazella, lokalny działacz ruchu polskiego, którego po 1920 Niemcy zmusili do opuszczenia miasta[6]. Po agresji Niemiec na Polskę został zamordowany przez Niemców w 1939[6] w obozie w Radzimiu.
- 1945 – 23 stycznia siły niemieckie zostają wyparte z miasta przez oddziały 2 armii uderzeniowej i 8 samodzielnego korpusu zmechanizowanego 2 Frontu Białoruskiego Armii Czerwonej[7]. Miasto wraca do Polski. Walki w mieście powodują olbrzymie straty. Podobnie jak z innych miast „Ziem Odzyskanych” cegłę wywieziono na odbudowę Warszawy. Jedynym zabytkiem pozostał kościół parafialny z XIV wieku.
- 1946 – 1 sierpnia 1946 – utrata praw miejskich[8].
- 1986 – Kisielice odzyskują prawa miejskie.

- W latach 1954–1972 wieś należała i była siedzibą władz gromady Kisielice.
- W latach 1975–1998 miasto administracyjnie należało do województwa elbląskiego.

## Warunki naturalne
Kisielice i jego okolice leżą na terenach morenowych i sandrowych, wyróżniających się urozmaiconymi formami rzeźby. W obrębie miasta występuje jezioro o niewielkiej powierzchni. Niedaleko miasta położone jest jezioro Rakowe, które jest kąpieliskiem mieszkańców niewielkiej miejscowości. W okolicach miasta, na terenach sandrowych, znajdują się jeziora, głównie rynnowe, otoczone znacznymi kompleksami leśnymi m.in. jezioro Goryńskie i Trupel.

### Przyroda
W okolicy Kisielic znajduje się:
- Park Krajobrazowy Pojezierza Iławskiego, posiadający status „Zielonych Płuc Polski”
- Lasy Państwowe Nadleśnictwa Susz

## Architektura i zabytki

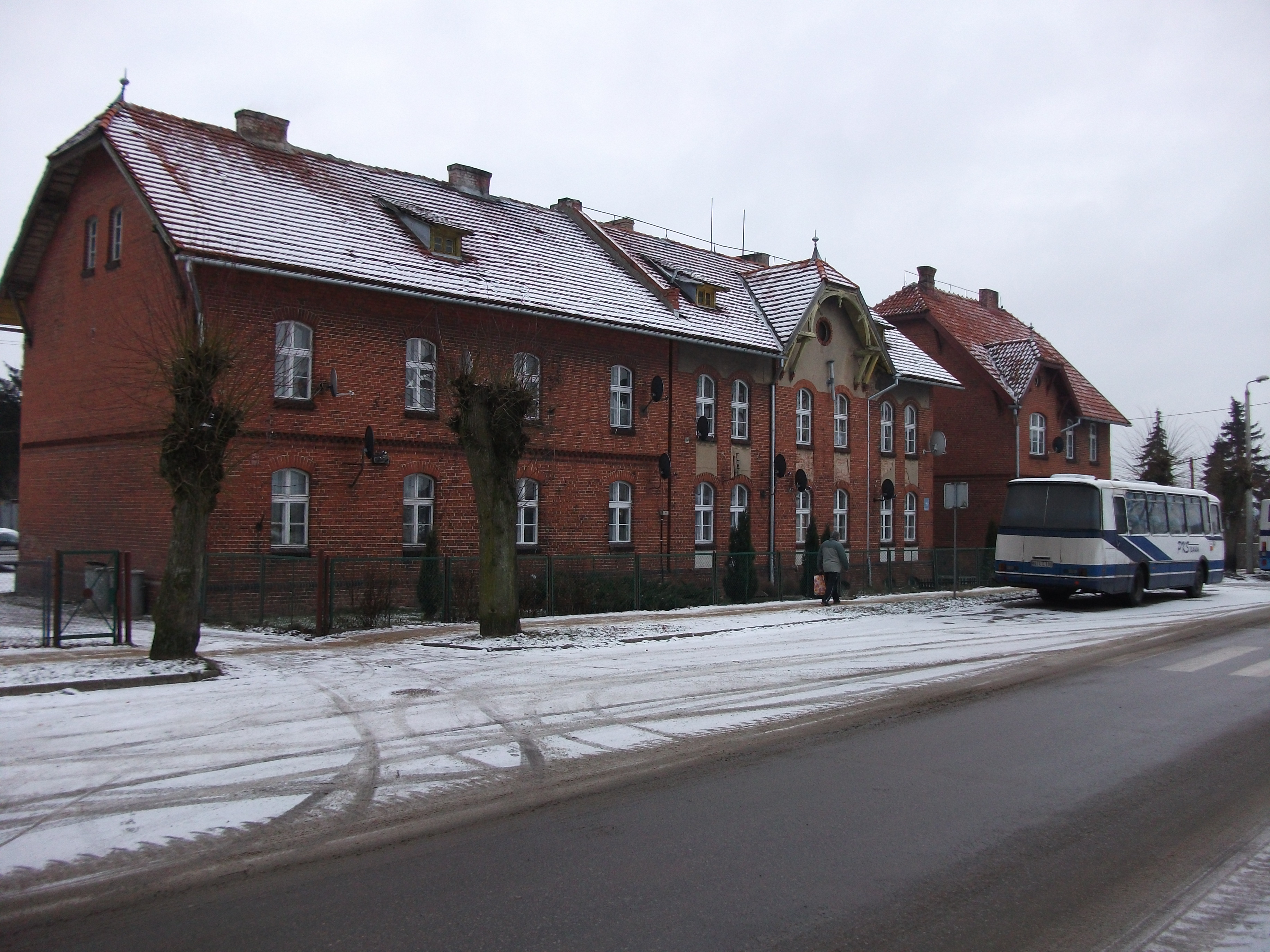
Dworzec kolejowy

Zabudowa miasta to w większości budynki nowoczesne, ponieważ większość cegły z zabudowy niemieckiej zostało wywiezionych po wojnie na odbudowę stolicy.
Rewitalizacja układu urbanistycznego starego miasta jest planowana w przyszłości.
Podczas II wojny światowej została zniszczona większa część zabudowy starego miasta ówczesnych Kisielic. Zachowanymi rejestrowanymi zabytkami miasta są:
- kościół parafialny pw. Matki Bożej Królowej Świata

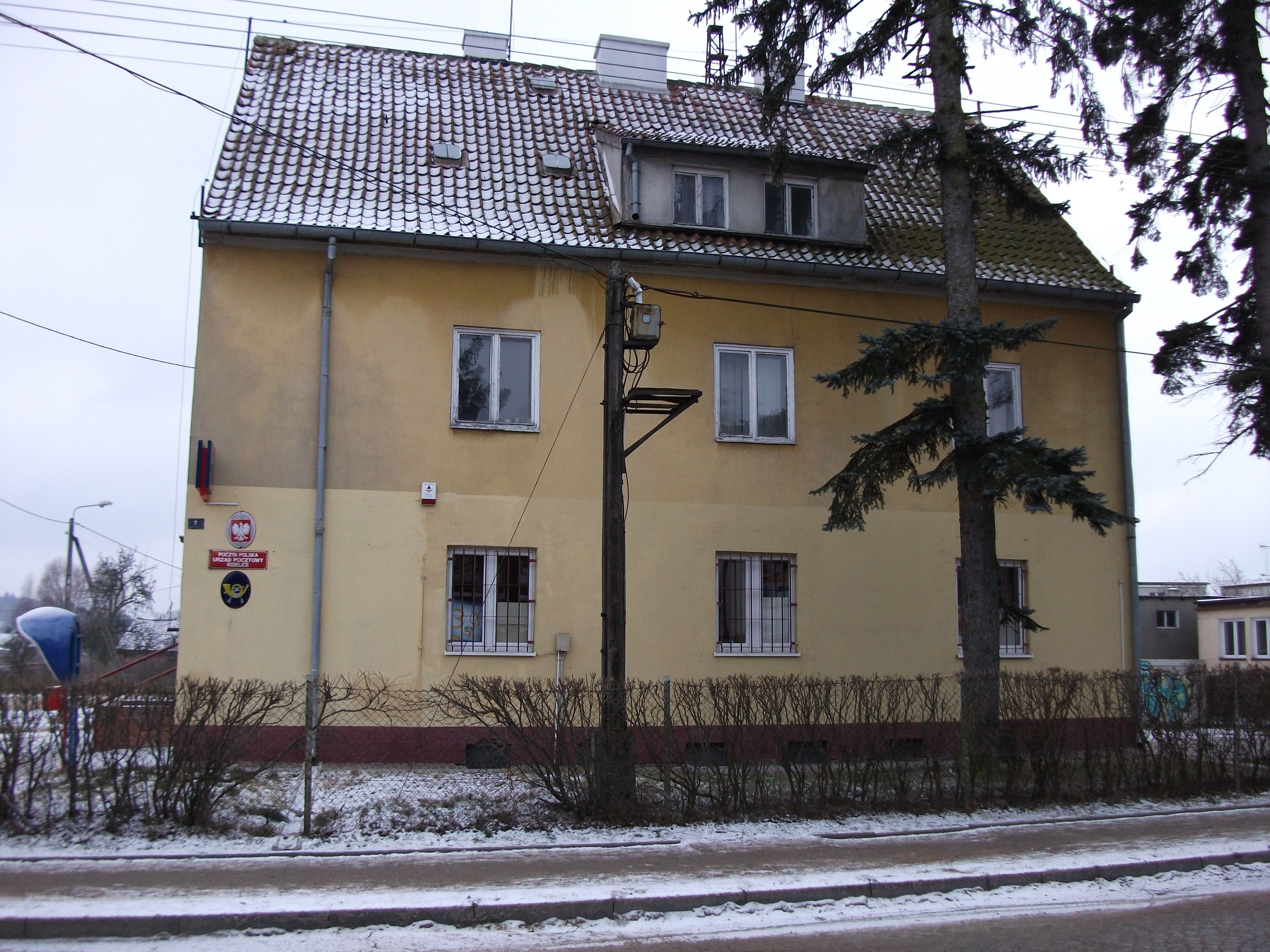
Urząd pocztowy

- gmach szkoły podstawowej
- domy z pocz. XX w.

Inne obiekty w mieście to m.in.:
- dworzec Kisielice
- most kolejowy nieopodal Kisielic
- budynek poczty
- budynek po młynie miejskim

## Demografia
Według danych powierzchnia miasta wynosi 3,37 km, lokuje miasto na czterdziestej czwartej pozycji w woj. warmińsko-mazurskim oraz czterdziestym piątym co do liczby mieszkańców.

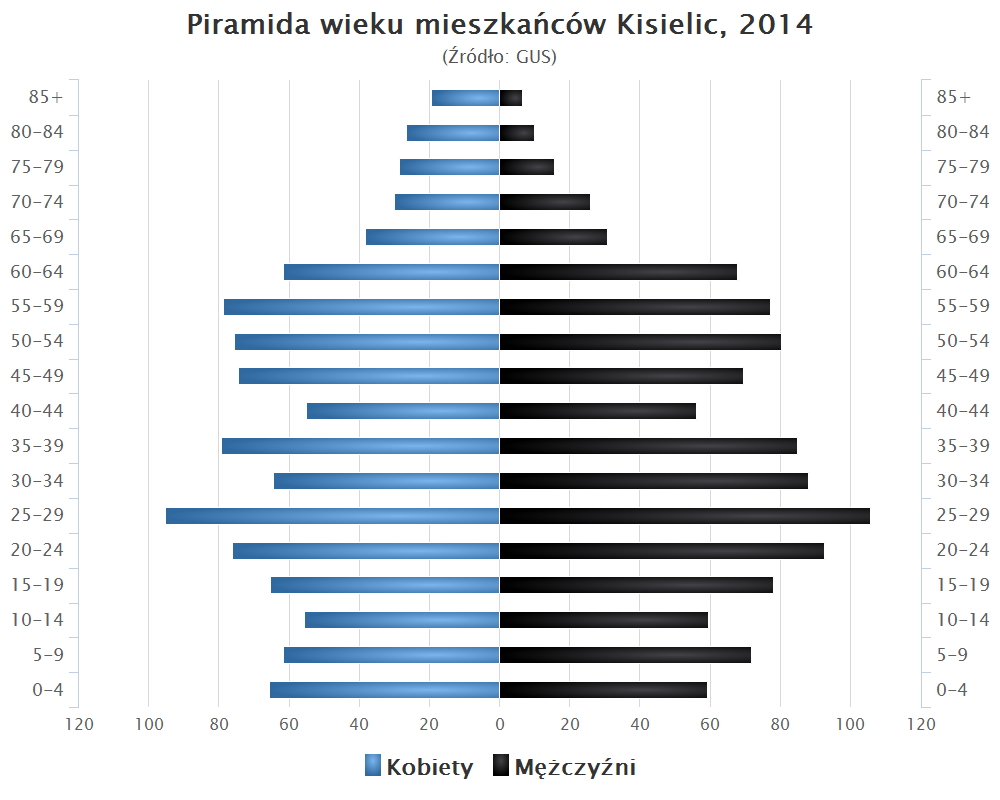
Piramida wieku mieszkańców Kisielic w 2014 roku

Dane z 30 czerwca 2012:
| Opis                              | Ogółem | Ogółem | Kobiety | Kobiety | Mężczyźni | Mężczyźni |
| --------------------------------- | ------ | ------ | ------- | ------- | --------- | --------- |
| Jednostka                         | osób   | %      | osób    | %       | osób      | %         |
| Populacja                         | 2 191  | 100    | 1094    | 49,94   | 1097      | 50,06     |
| Gęstość zaludnienia [mieszk./km²] | 650,15 | 650,15 | 324,63  | 324,63  | 325,52    | 325,52    |

## Gospodarka
W Kisielicach występuje tylko jeden rodzaj gospodarki – spożywczy. Obecnie nie rozwija się inny podział gospodarki obok wymienionego. Gmina Kisielice jako pierwsza w Polsce osiągnęła samowystarczalność energetyczną, co zapewniły jej 54 turbiny wiatrowe o łącznej mocy prawie 100 MW (stan z IV 2015).

## Transport

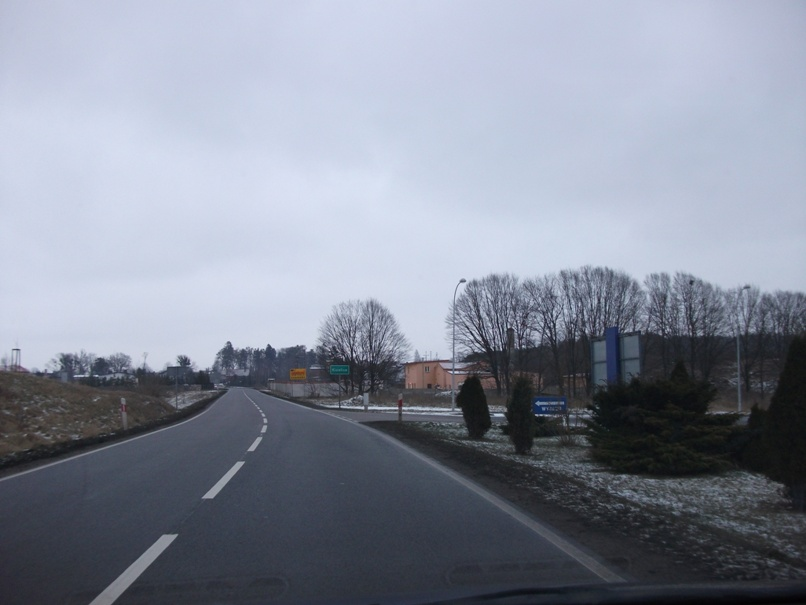
Fragment DK 16 nieopodal Kisielic

Znaczący węzeł drogowy województwa warmińsko-mazurskiego. W mieście krzyżują się następujące drogi krajowe i wojewódzkie:
- droga krajowa nr 16 Dolna Grupa – Grudziądz – Kisielice – Iława – Olsztyn – Augustów
- droga wojewódzka nr 522 Górki – okolice Kisielic

Dworzec w Kisielicach obsługuje PKS Iława.

## Oświata

### Szkoły podstawowe

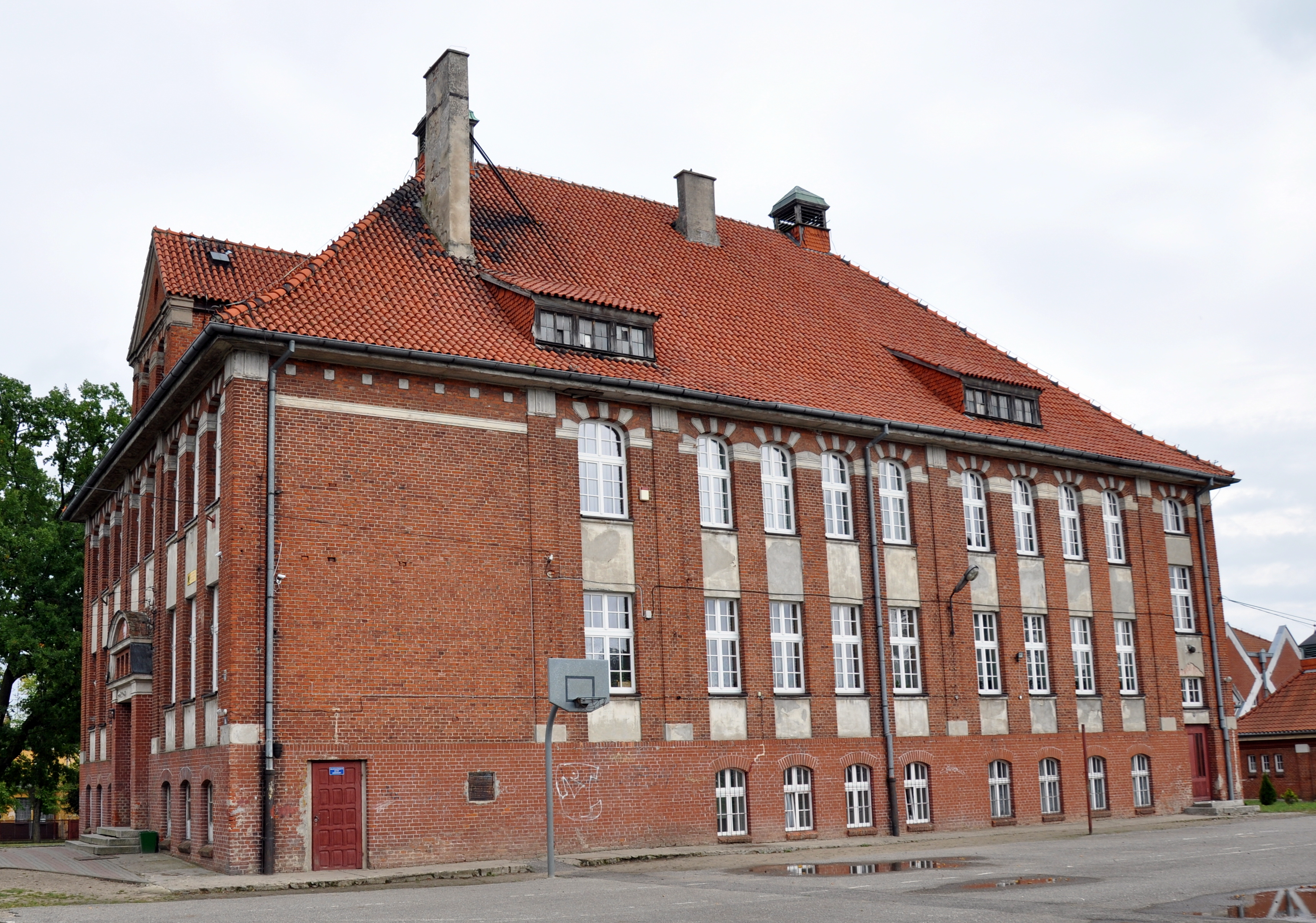
Szkoła Podstawowa

- Szkoła Podstawowa im. Henryka Sienkiewicza w Kisielicach

### Szkoły ponadgimnazjalne
- Zespół Szkół Rolniczych im. H. i St. Sierakowskich
  - Technikum Rolnicze
  - Technikum Ekonomiczne
  - Liceum Policyjne

## Turystyka i sport
Obiekty sportowe w mieście to stadion miejski, hala sportowa (w zespole szkół), boisko do siatkówki plażowej i kompleks boisk „Moje boisko – Orlik 2012 (boisko do siatkówki, kort tenisowy, boisko do piłki nożnej) otwarte w czerwcu 2011.
W mieście działa Międzyzakładowy Ludowy Klub Sportowy „Olimpia” z sekcjami piłki nożnej i siatkówki. W sezonie zimowym odbywa się Halowa Liga Piłki Nożnej.
Walory turystyczne: polodowcowe jeziora rynnowe w okolicach Gorynia i Trupla, lasy, pofałdowany teren. W pobliżu – Kwidzyn z zamkiem i katedrą; Prabuty z ruinami zamku Biskupów Pomezańskich i gotycką katedrą;Szymbark z ruinami zamku; Kamieniec z ruinami pałacu, gdzie w czasie kampanii 1806–1807 mieszkał Napoleon Bonaparte z Marią Walewską oraz Ogrodzieniec (niem. Neudeck) z ruinami pałacu pruskiego rodu Hindenburg. W okolicach miasta występuje kąpielisko miejskie na jeziorze Rakowym.
W mieście wybudowano promenadę widokową wokół jeziora miejskiego. Otwarcie miało miejsce w czerwcu 2011 roku.

### Szlaki turystyczne
Szlaki turystyczne przechodzące przez miasto:

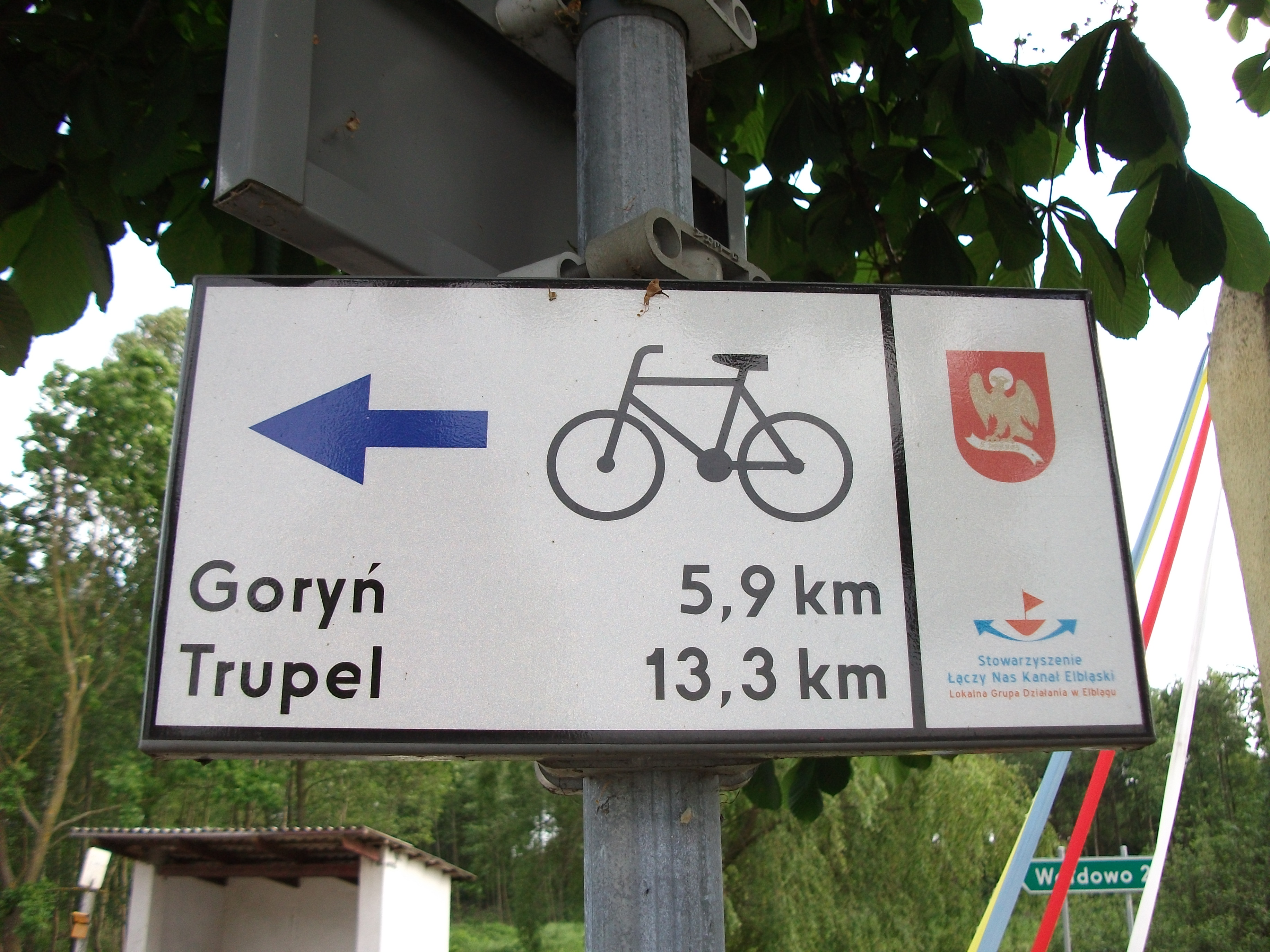
Niebieski szlak rowerowy z Kisielic

| Nazwa     | Długość  | Trasa |
| --------- | -------- | --- |
| Czerwony  | 59,8 km  | Jezierzyce – Tynwałd – Rudzienice – Mątyki – Dąbrowa – Gromoty – Ławice – Dziarny – Iława – Wikielec – Radomek – Karaś – Szeplerzyzna – Wonna – Wólka Wielka – Skarszewo – Gulb – Trupel – Kisielice |
| Żółty     | 130,1 km | Aniołowo – Marianka – Pasłęk – Gołąbki – Rogajny – Surowe – Kwitajny – Zielno – Kronin – Wójtowizna – Zielonka Pasłęcka – Sambród – Leśnica – Małdyty – Zajezierze – Jarnołtowo – Bądki – Zalewo – Półwieś – Witoszewo – Bądze – Kamieniec – Olbrachtowo – Olbrachtówko – Michałowo – Susz – Bałoszyce – Łęgowo – Kisielice – Goryń |
| Niebieski | 26,1 km  | Kisielice – Krzywka – Wałdowo – Goryń – Trupel |

### Stowarzyszenia, do których należy miasto
- Łączy Nas Kanał Elbląski[13]
- Związek Gmin Jeziorak[14]
- Gmin Przyjaznych Energii Odnawialnej[15]

– z racji istniejącej od 2007 roku elektrowni wiatrowej nieopodal Łodygowa, która rozwija się w kierunku Jędrychowa i elektrowni opalanej biomasą, oraz planom biogazowi.
- Stowarzyszenie Gmin RP Euroregion Bałtyk[17]
- Stowarzyszenie „Szesnastka”[18]

## Wspólnoty religijne

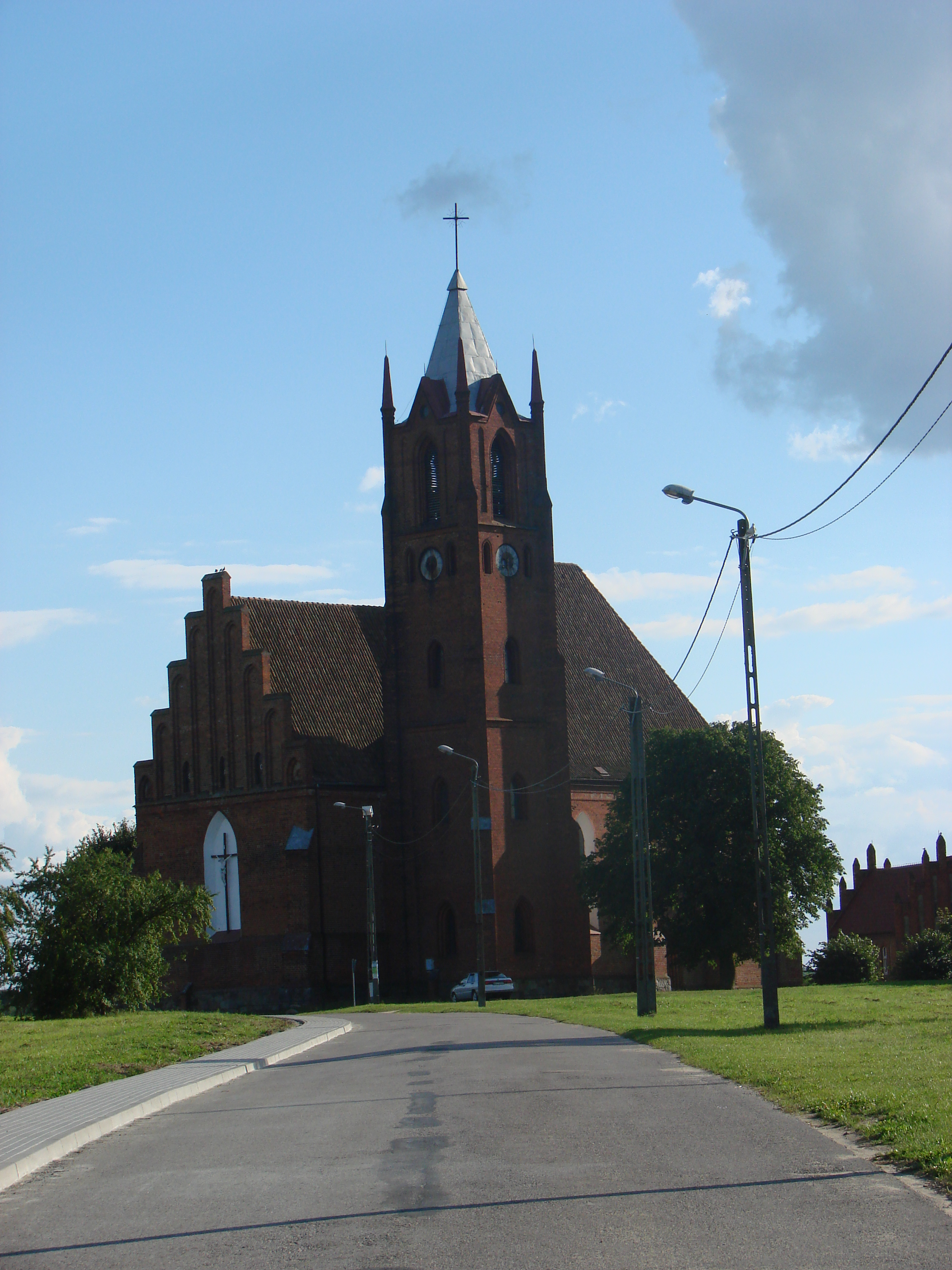
Kościół Matki Bożej Królowej Świata

Na terenie miasta działalność religijną prowadzą następujące kościoły i związki wyznaniowe:
- Kościół Rzymskokatolicki (Kisielice należą do diecezji elbląskiej, która wchodzi w skład metropolii warmińskiej. Na terenie miasta istnieje Dekanat Susz).
  - Kościół pw. MB Królowej Świata rok budowy: 1313 r., spalony, potem odbudowany w 1956 r.
- Świadkowie Jehowy
  - Sala Królestwa Świadków Jehowy[19]

### Kaplice
- Kaplica komunalna przy kościele pw. MB Królowej Świata

## Administracja

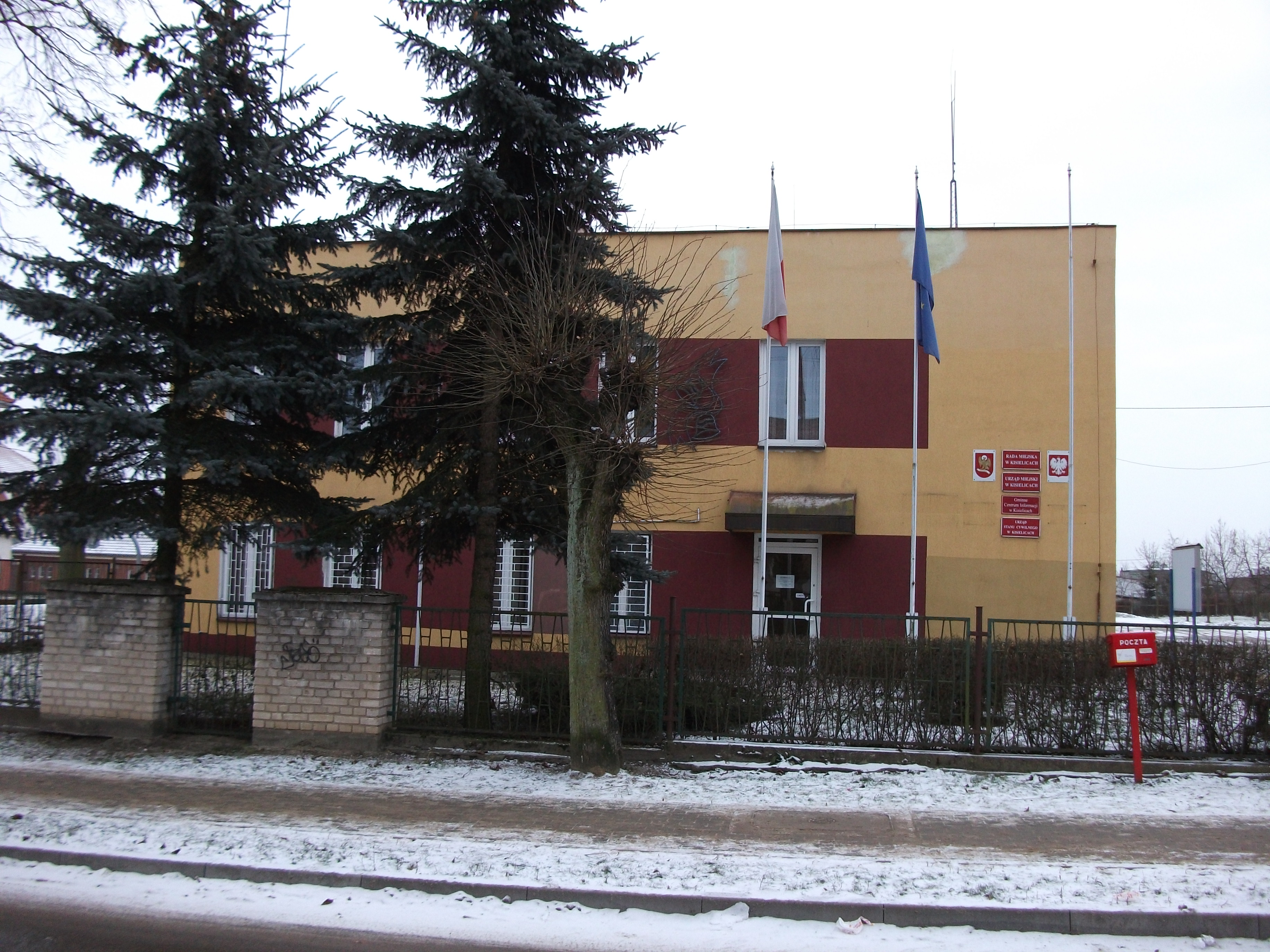
Urząd Miasta i Gminy

Kisielice mają status miasta. Mieszkańcy Kisielic wybierają do swojej Rady Gminy 15 radnych. Organem wykonawczym władz jest burmistrz. Siedzibą władz miasta jest Urząd Miasta i Gminy mieszczący się przy ulicy Ignacego Daszyńskiego.

### Władze
Stan na 2024 r.:
- Burmistrz – Beata Lejmanowicz

## Honorowi Obywatele Miasta
- Paul von Hindenburg (20 – 21 czerwca 1931 roku – z okazji 600-lecia miasta) – prezydent Niemiec (1925–1934) mieszkający w pobliskiej wsi Ogrodzieniec
- Tadeusz Polaczuk (22 czerwca 2018 roku – z okazji 30-lecia przywrócenia praw miejskich) – były włodarz wsi, a następnie miasta, który doprowadził do przywrócenia Kisielicom praw miejskich.

## Miasta partnerskie
| Miasto   | Kraj  | Data podpisania umowy |
| -------- | ----- | --------------------- |
| Priekulė | Litwa | 25 sierpnia 2005      |